# Portoviejo
Portoviejo ist die Hauptstadt der Provinz Manabí in West-Ecuador und liegt ca. 20 Kilometer von der pazifischen Küste entfernt im Landesinneren. Beim Zensus 2010 lag die Einwohnerzahl bei 206.682. Sie ist ein bedeutendes Zentrum der Viehzucht sowie des Anbaus von Kaffee und Baumwolle.
Die Stadt wurde am 12. März 1535 von dem spanischen Kapitän Francisco Pacheco als Villa Nueva de San Gregorio de Portoviejo gegründet.
Portoviejo ist bekannt für seine ehemaligen Tamarinden-Plantagen. Daher wird es noch immer "Stadt der königlichen Tamarindenbäume" (Ciudad de los Reales Tamarindos) genannt. Heute dominieren in Ecuador Ceibo benannte Kapokbäume das Landschaftsbild.

## Kuriosum
Im heutigen Stadtteil Picoazá gewann 1967 ein Fußpuder die Kommunalwahlen. Flugblätter einer aggressiven Werbekampagne waren den amtlichen Stimmzetteln nachempfunden und wurden landesweit zu Tausenden in die Wahlurnen geworfen. Vor allem US-Medien berichteten darüber.

## Municipio
Das Municipio von Portoviejo umfasst eine Fläche von 960,7 km². Beim Zensus 2010 wohnten 321.800 Menschen im Verwaltungsgebiet. Das Municipio ist in 9 Parroquias urbanas gegliedert: 
- 12 de Marzo (⊙)
- 18 de Octubre (⊙)
- Andrés de Vera (⊙)
- Colón (⊙)
- Francisco Pacheco (⊙)
- Picoazá (⊙)
- Portoviejo (⊙)
- San Pablo (⊙)
- Simón Bolívar (⊙)